# Samuel Berger
Samuel Berger (* 25. Dezember 1884 in Chicago, Illinois; † 23. Februar 1925 in San Francisco, Kalifornien) war ein US-amerikanischer Boxer.
Berger, ein US-Amerikaner jüdischer Herkunft, nahm für die USA an den Olympischen Spielen 1904 in St. Louis (Missouri, USA) teil und gewann die erste Goldmedaille im Schwergewicht. Seine Profikarriere verlief kurz und unspektakulär. Der einzige große Kampf endete im Jahr 1906 gegen den Halbschwergewichtler „Philadelphia“ Jack O’Brian unentschieden in der sechsten Runde. Später besaß Berger ein Textilgeschäft in San Francisco und war Manager von James J. Jeffries. Er wurde in die „International Jewish Sports Hall of Fame“ aufgenommen.